# Coup de cœur LTC
Le Coup de cœur LTC est une récompense de cinéma décernée entre 1987 et 1994 à un film au cours du Festival du cinéma américain de Deauville lorsqu'il n'était pas encore compétitif.

## Lauréats
- 1987 : Hollywood Shuffle (en) de Robert Townsend
- 1988 : Patti Rocks de David Burton Morris
- 1989 : Signs of Life de John David Coles
- 1990 : (ex æquo) Metropolitan de Whit Stillman et Pump Up the Volume d'Allan Moyle
- 1991 : (ex æquo) My Own Private Idaho de Gus Van Sant et Trust Me (Trust) de Hal Hartley
- 1992 : Gas Food Lodging d'Allison Anders
- 1993 : Garçon d'honneur (The Wedding Banquet) d'Ang Lee
- 1994 : Federal Hill de Michael Corrente